# 木村重成

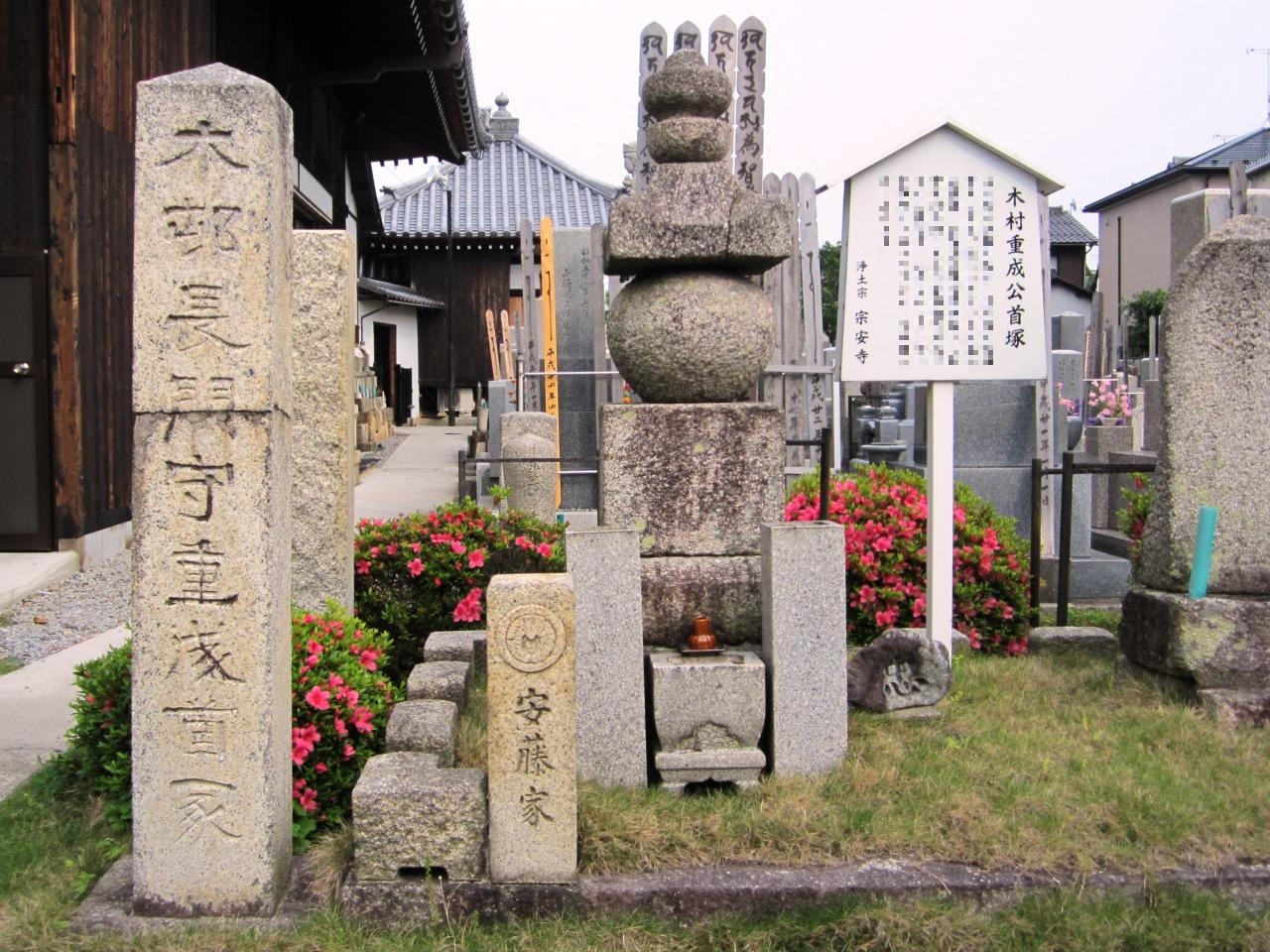
滋賀県彦根市宗安寺にある木村重成首塚。

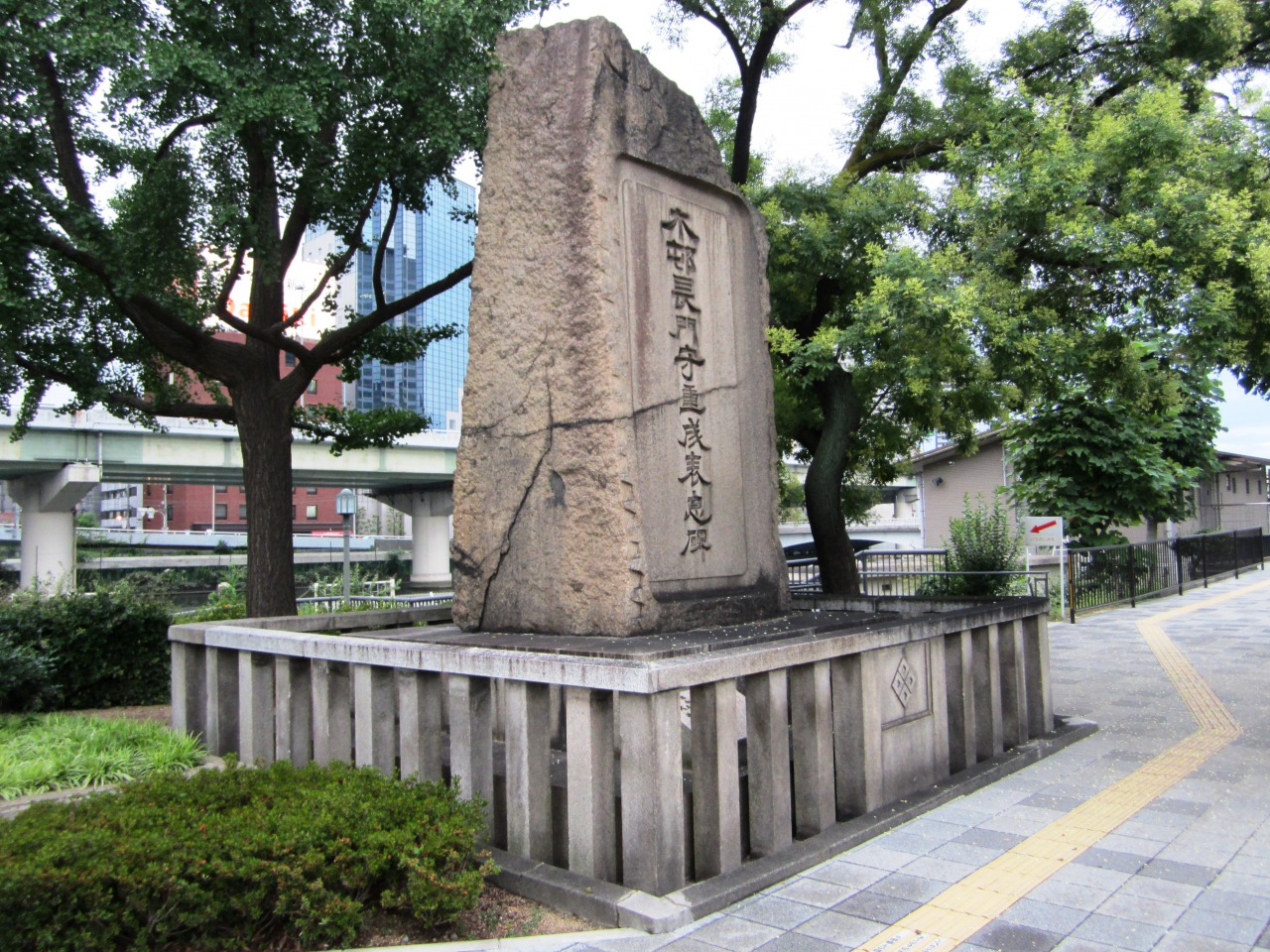
大阪府大阪市北区中之島公園にある木村重成表忠碑。かつてこの地にあった豊國神社内に第6代大阪府知事西村捨三によって立てられたが、後に同神社が大坂城内へ移転した際、そのまま残された。

木村 重成（きむら しげなり）は、安土桃山時代から江戸時代初期にかけての武将。豊臣氏の家臣。知行3千石。

## 生涯
木村重茲の子といわれている。生年は明らかではないが、豊臣秀頼の乳母の子ということから、秀頼とほぼ同年齢の乳兄弟であったとみられる。父と兄の高成は豊臣秀次に仕えていたため秀次事件に連座して自害させられたが、助命された母の宮内卿局（一説には右京大夫局とも）は豊臣秀頼の乳母となり、重成は幼少から秀頼の小姓として仕えたといわれる。

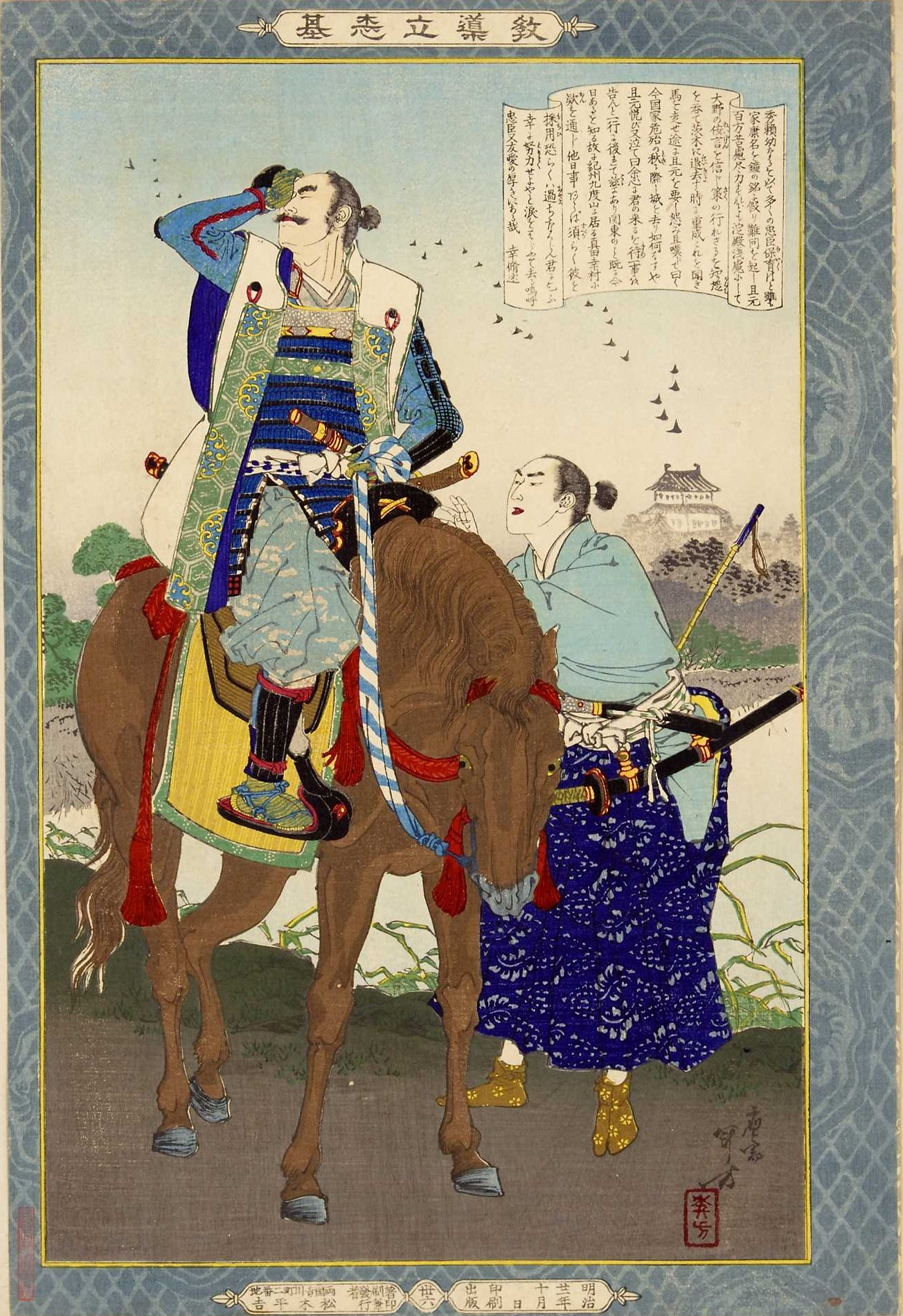
『教導立志基』「片桐正一」（水野年方筆）。大坂から退去する且元をとどめようと追いかけてきた木村重成に、且元が別れを告げる場面を描き、詞書の最後には「嗚呼忠臣又友愛の厚きにある哉」とあるが、実際の重成は且元の大坂退去に一役買っている。

秀頼の信頼が厚く、元服すると豊臣家の重臣となり重要な会議などにも出席するようになる。慶長4年（1599年）12月17日、豊臣姓を与えられる。豊臣家と徳川家康との関係が険悪になると、大野治長・渡辺糺らと共に開戦を主張し、片桐且元を大坂城から追い出すのに一役買った。
大坂冬の陣では後藤基次と共に今福砦攻防戦を展開し、徳川軍と対等に戦い全国にその名を広めた。真田丸の戦いにも参加する。また、和議にあたっては秀頼の正使として岡山で徳川秀忠の誓書を受け、その進退が礼にかなっているのを賞された。
慶長20年（1615年）5月、大坂夏の陣が勃発すると豊臣軍の主力として長宗我部盛親と共に八尾・若江（東大阪市南部）方面に出陣し、八尾方面には長宗我部盛親、若江方面には重成が展開し、藤堂高虎、井伊直孝の両軍と対峙した（八尾・若江の戦い）。藤堂軍の右翼を破った重成は、散開していた兵を収拾し昼食を取らせると敵の来襲を待ち構えた。その後、敵陣へと突撃を開始するも、井伊軍との戦闘の末に戦死した。井伊家家臣の安藤重勝に討たれたとも、庵原朝昌に討たれたが朝昌はその功を重勝に譲ったともいわれる。

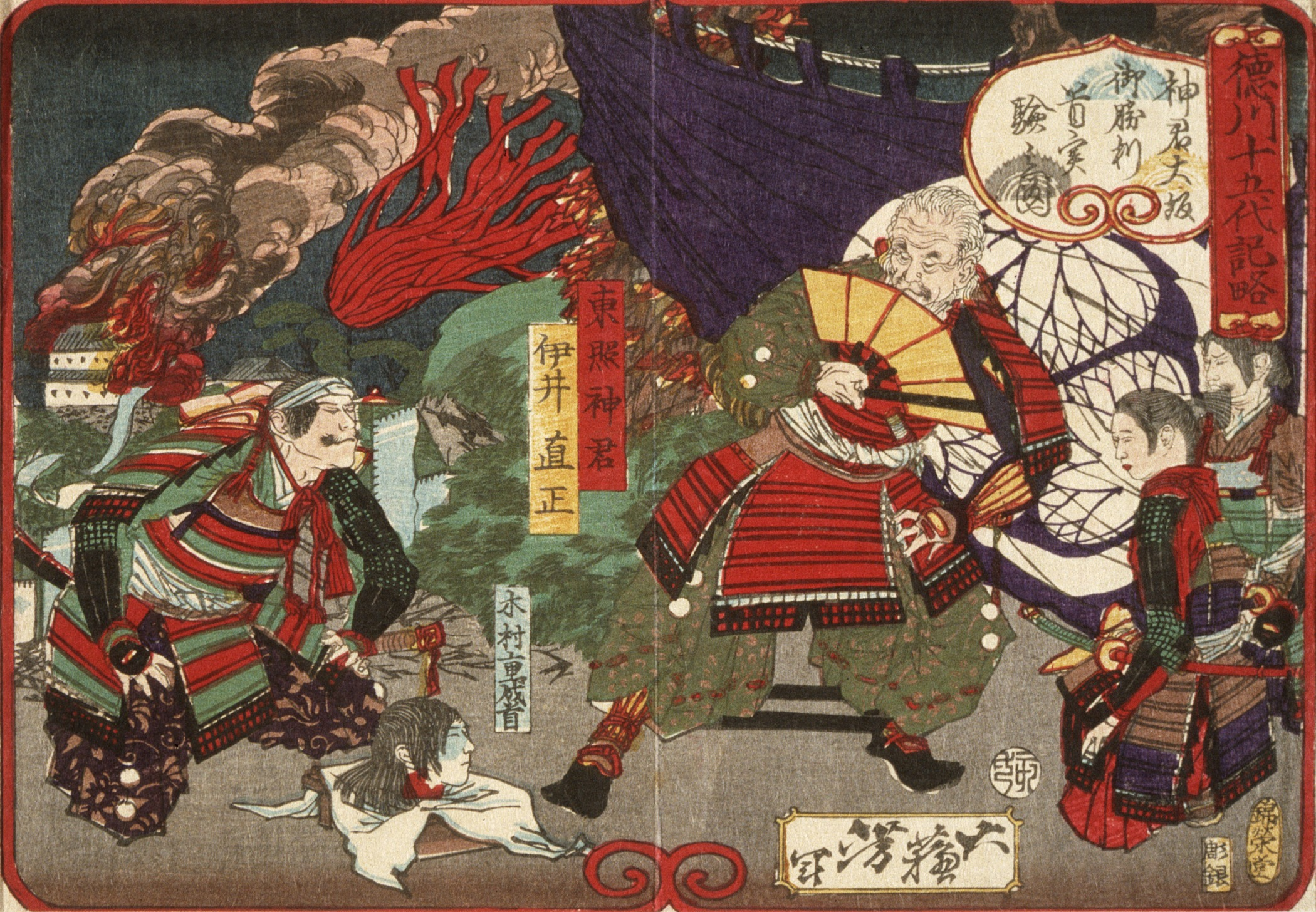
大蘇芳年筆『徳川十五代記略』「神君大坂御勝利 首実検之図」。家康が首実検で重成の首級を見る場面。

首実検でその首級が家康に届けられると、重成の首は、月代を剃って髪が整えられ、伽羅の香りさえ漂っているのを見た家康が、その死地に臨む武将としての嗜みの深さを誉めたとされる。その後、首は重勝が密かに彦根まで持ち帰り、安藤一族の菩提寺である宗安寺に埋めたとされ、同寺院には木村重成の首塚がある。大阪方諸将の墓碑の建立は認められていなかったため、重成の遺体は同じく若江の戦いで戦死した山口重信の墓の隣に葬られ、目印として2本の松の木が植えられた。享保15年（1730年）に重信の墓を訪れた儒家の並河五一は墓碑もない重成の扱われ方を憐れみ、訴願して墓を建立したという。五一の建立した墓碑は現存していないが、その後150回忌にあたる宝暦14年（1764年）に、安藤家の子孫によって幕府公認の墓が建てられた。墓碑はその後移転し大阪府八尾市幸町の公園にある（#墓碑）。また、木村重成に由来する地名として東大阪市若江南町1丁目には「若江木村通」という交差点がある。
なお、慶長20年（1615年）1月7日に大蔵卿局の姪の青柳を正室に迎え、八尾・若江の戦い前後に青柳と別れの盃を交わしたという。重成の死後、妊娠していた青柳は、近江国の親族によって匿われ男児を出産後に出家した。そして、重成の一周忌を終えると青柳は20歳で自害したという。また、青柳の出産した男児は馬淵家の婿養子となり、馬淵源左衛門と名乗ったと伝えられている。大村藩作成の「新撰士系録」では、重成の後妻は重成没後北条氏則の妻となり、北条氏平の母となったとされる。

## 伝説

### 生誕地
佐土原藩主の島津忠持が、藩内の事跡や伝説等を選集させた『旧事雑記』に、「佐土原八日町に重成の誕生の地がある」と記されている。重成が大坂にあった理由は、重成の母がお伊勢参りの途中、大坂の宿に宿泊中であった際に、ちょうど豊臣家の家臣が秀頼の乳母を探しており、旅人まで物色していた最中に重成の母が目にとまり、秀頼の乳母になったためという。
また、八日町の荒神神社の『荒神様縁起』にも「武州東禅寺開山定州和尚、仏日山大光寺一道和尚、日本武将豊臣秀頼の乳兄弟 木村長門守重成の3名は、八日町松岩寺（松巌寺）前一番屋敷の産で有名な屋敷」とあった。付近ではこの一番地を木村屋敷と呼び、昭和31年（1956年）5月には、その場所に重成の等身大の石像が建てられ現存している。

### 子孫
徳川氏の家臣・山口重信は八尾・若江の戦いにおいて木村重成と戦い戦死したが、重成の子孫の一つは牛久藩山口家に召抱えられ小川姓に改姓したと主張している。この事実は牛久藩側の史料からは証明できない上、史料学的に耐えうる小川家文書も現存していないため、伝承・伝説の範囲に留まる。なお、牛久藩の分限帳などによると小川氏は50石級の家臣であったといわれる。
また与板藩主・牧野氏に召抱えられた村井氏は、重成の弟の平兵衛重盛が村井に改姓したと主張しているが、この事実は与板藩側の史料からは証明できない上、史料学的に耐えうる村井家文書も現存していないため、やはり伝承・伝説の範囲に留まる。この村井氏は、江戸時代初期に与板藩において、家禄80石で仕えていたことが確認できるほか、藩主牧野氏が小諸藩へ移封後に用人職にしばしば、そして天保期の抜擢家老（一代家老）としてみることができる。牧野氏に仕えた時期は不明で、史料学的初見は『牧野康道分限帳』となるが、これより以前の牧野宗家の分限帳、御引っ越し御人数帳には村井姓はみられない。
小諸藩士・村井氏末裔が昭和50年（1975年）に家詩と称して、自らの家系・家柄に関する碑文を、長野県小諸市古城2丁目南側隣地（同市乙・境界未確定地）建立している。小諸藩士村井氏に関しては、公的機関に一次史料が豊富に残っている江戸時代中期以降に限って、家詩なる碑文の内容と、それとを比較・検証してみると、両者の内容が、著しく相違していることがわかる。家詩に書かれた近世の比較的新しい時代の村井氏の伝承ですら、公的機関に残る一次史料と相違が大きい中で、それ以前の内容に信憑性が果たしてあるのか、ないのかが、問題となる。
大坂夏の陣で生き延びた重成の親戚である木村又左衛門は、徳川家の追手から逃がれるために木村一族を引き連れて九州へ移住したが、その中にいた重成の側室の子孫が木村太郎だとされる。重成の従弟の木村八兵衛俊重は、大坂城落城後、武蔵国大門村に来て、既に同地に帰農していた後北条氏遺臣・會田外記の娘婿になり、息子の會田敏明から代々日光御成街道大門宿本陣および同宿名主、紀州徳川家鷹場・鳥見役を勤めた。さいたま市緑区大門にある徳川家の日光社参のために元禄7年（1694年）に建設された「大門宿本陣表門」は、昭和41年（1966年）に「埼玉県指定史跡」に指定され、現在でも引き続き会田家（會田家）が所有している。

### 残念様
重成の死から200年以上経った文政11年（1828年）に、重成の墓に参拝するブームが突如として発生し、大坂町奉行が沈静化に乗り出す騒ぎとなった。大阪の市井の人々は重成の墓を「残念墳」、重成を「残念様」と呼び、願をかけると願いが叶う神として親しんだ。

## 家臣
- 飯島太郎右衛門 - 河内国高井田の農民で木村重成に仕え、若江の戦いで討ち死にした。
- 飯島三郎右衛門
- 篠原重之 - 木村重成の弟。
- 山口弘定 - 妹婿。
- 青木久矩
- 木村又左衛門 - 重成の親戚。木村一族の大将として大坂の陣で活躍。
- 木村宗明 - 重成の叔父で主計頭。物頭で1000石。重成を補佐した。
- 内藤長秋 - 重成の番頭。3000石。内藤新十郎とも称す。母は饗庭局。
- 牟礼朝泰 - 讃岐国出身。700石。通称は孫兵衛。重成の旗下。

## 墓碑
大阪府八尾市には1764年（宝暦14年）の重成150回忌にあたり、重成を討ち取った安藤長三郎の子孫の彦根藩士安藤次輝が建てた墓碑がある。もとは50mほど東の地点にあったが、1967年（昭和42年）第二寝屋川の開削工事により現在地に移転した。重成の墓碑の右側には今東光書の石碑がある。
なお、当初並んで建っていた山口重信の墓は若江南墓地内にあり恩智川を挟んだ少し離れた場所にある。

## 木村重成を主題とした作品
浄瑠璃・歌舞伎
- 木村長門守
- 鎌倉三代記

講談
- 難波戦記
- 木村の堪忍袋長門守
- 木村重成
- 天下茶屋の仇討
- 木村長門守、など[10]

小説
- 若江堤の霧 - 司馬遼太郎の短編集『俺は権現』に収録。

## 登場作品
映画
- 『風雲急なり大阪城 真田十勇士総進軍』（新東宝-1957年、演：沼田曜一）
- 『真田風雲録』（東映-1963年、演：大村文武）
- 『真田幸村の謀略』（東映-1979年、演：白井滋郎）

テレビドラマ
- 『大坂城の女』（フジテレビ-1970年、演：細川俊之）
- 『徳川家康』（NHK-1983年、演：加納竜）
- 『真田太平記』（NHK-1985年 - 1986年、演：井上倫宏）
- 『葵 徳川三代』（NHK-2000年、演：畠中洋）
- 『真田丸』（NHK-2016年、演：白石隼也）

## 参考書籍
- 下川雅弘 著「大阪の陣豊臣方関連史跡の創出－真田幸村（信繁）・木村重成を中心事例に－」、戦国史研究会 編『戦国期政治史論集【西国編】』岩田書院、2017年。
- 二木謙一『大坂の陣―証言・史上最大の攻防戦―』（中央公論社、1983年）